# Zużywanie
Zużywanie – proces wyczerpywania się jakiegoś zasobu, a także niszczenie przez długie użytkowanie lub funkcjonowanie.
Zużywaniem elementów maszyn nazywa się ubytek masy lub trwałe odkształcenie powierzchni elementu maszyny. Skutkiem zużywania jest zużycie.
Do scharakteryzowania procesu zużywania najczęściej stosuje się pojęcie szybkości zużywania, czyli odniesienie ubytku do jednostki czasu.
Nauka, która zajmuje się procesami zużywania i zużycia, to tribologia.

## Ogólny podział procesu zużywania i zużycia
Ogólnie zużywanie można podzielić na zużywanie trybologiczne (spowodowane procesami tarcia: zużycie ścierne, adhezyjne, scuffing, przez utlenianie, zmęczeniowe, łuszczenie (spalling), pitting (gruzełkowe), fretting i cieplne) i nietrybologiczne (wszelkie inne).